# Советский период истории санкт-петербургского трамвая
Петроградский и ленинградский в период с 1917 по 1991 годы.

## 1917—1941

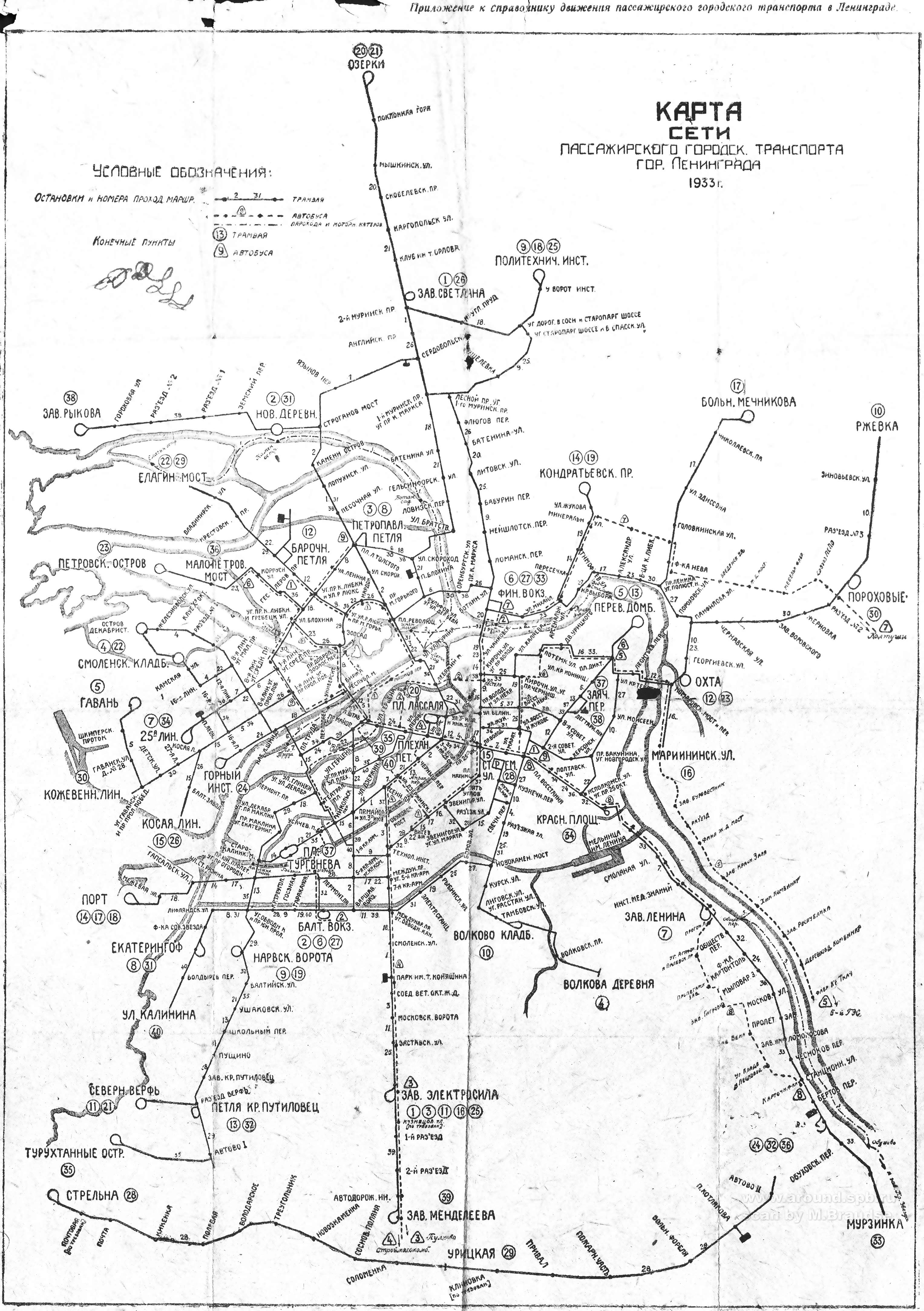
Карта сети пассажирского городского транспорта Ленинграда. 1933 год.

В 1918-21 годах из-за последствий Гражданской войны (сокращение населения города, дефицит топлива и рабочих рук, неплатежеспособность пассажиров) трамвайное хозяйство Петрограда окончательно пришло в упадок. В конце 1918 года число маршрутов сократилось до 9 (для связи центра и окраин), был законсервирован Ланской трамвайный парк (№ 5), частично законсервирован трампарк № 1, отложено строительство трампарка № 6. До конца 1921 года трамвайное движение производилось лишь по рабочим дням, и только в период с 8-00 до 18-00.
В 1921 году трамвайные дела постепенно пошли в гору, снова начали появляться новые линии. В ноябре 1921 г. восстановлено движение по центральным магистралям города (в 1919—1921 гг. трамвай не ходил по Невскому пр., Загородному пр., Садовой ул. (от Сенной пл. до Инженерной ул.)). В октябре 1922 года была завершена электрификация последней линии паровика (движение по ней прекратилось с 26 августа 1922 года), увеличилось число рабочих вагонов. Трамвай снова начал быстро развиваться: в 1928 году появились первые автоматизированные стрелки (до этого они переводились стрелочниками вручную), в 1929 году трамвайной сети Ленинграда передана Ораниенбаумская электрическая линия, в период 1925—1936 построено 3 трампарка и подстанции.

### Энергохозяйство
Новый этап в развитии энергоснабжения трамвая начался с пуска Волховской ГЭС в 1926 году. В 1925—1932 гг. был осуществлен переход на новое энергетическое оборудование — ртутные выпрямители. На подстанциях дореволюционной постройки проводились работы по замене якорных выпрямителей на ртутные. В 1930-х — 1940-х гг. в Ленинграде были построены новые подстанции:
- № 11 Центральная — наб. р. Фонтанки, 3а (1932 г.)
- № 12 Лесная — пр. Энгельса, 11 (1933 г.)
- № 13 Гребецкая — Пионерская, 7 (1933 г.)
- № 14 Щемиловская — ул. Бабушкина, 38 (1934 г.)
- № 15 Клинская — Можайская ул., 19 (1934 г.)
- № 16 Южная — Цветочная ул., 10 (1935 г.)
- № 17 Стрельнинская — ул. Чекистов, 19
- № 18 Парашютная —
- № 20 Василеостровская — 6-я линия ВО, дом 37/2 (1941 г.)

### Подвижной состав
В 1928 году с конвейера завода «Красный Путиловец» сошли первые трамваи местного производства МС-МСП, которые начали заменять старые английские «Бреши». В 1920-х годах на базе Трамвайного парка № 2 организованы Центральные ремонтные мастерские. Здесь осуществлялись наиболее сложные (периодический и аварийно-восстановительный) виды ремонта. В 1933 году здесь были построены первые четырёхосные вагоны ЛМ-33. В 1934 году трамваи начали выходить с новопостроенного ВАРЗ (предприятие упразднено в 2013 г.) на Чугунной улице. Центральные ремонтные мастерские стали производить ремонт только прицепных вагонов и были названы «ВАРЗ № 2».

### Линии
К 1936 году трамвайная сеть покрыла весь Ленинград, более чем на 400 километрах путей ездили трамваи 42 маршрутов. Помимо пассажирских путей, в Ленинграде были грузовые и служебные трамвайных линий; каждое крупное предприятие имело своё ответвление от основной трамвайной сети. Однако, начиная с 1936 года, Ленинградский трамвай практически перестал развиваться из-за появления троллейбуса.

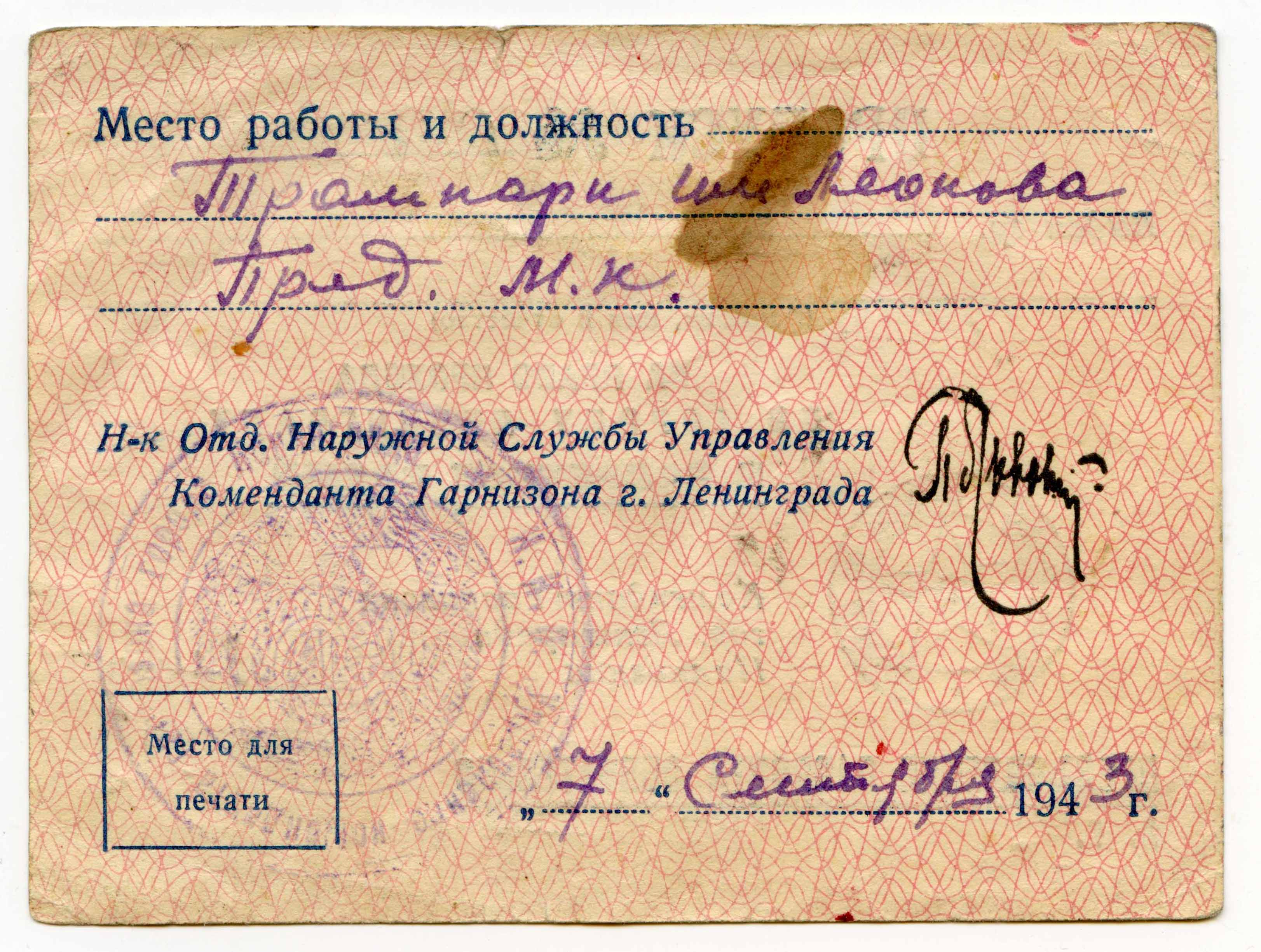
Пропуск сотруднику трампарка им. Леонова на право прохода по Ленинграду в комендантский час. 1943

## 1941—1945
8 декабря 1941 года из-за нехватки электрических мощностей, вызванной блокадой, Ленинградский трамвай прекратил своё функционирование. Отключение тока произошло без предупреждения, поэтому многие вагоны остановились прямо на линии. В марте 1942 года (по разным данным: от 7 до 31 числа) было возобновлено движение грузовых трамваев, 15 апреля — 315 пассажирских вагонов типа МС и ЛМ-33. Первоначально было восстановлено функционирование 6 маршрутов. Трамвай стал единственным общественным и основным транспортом блокадного Ленинграда: в частности, на нём осуществлялась доставка бойцов прямо на линию фронта и вывоз раненых. По трамвайным рельсам ходил маленький бронепоезд и паровозы, которые подвозили боеприпасы. Только за один сентябрь 1943 года трамваем было перевезено 800 тысяч человек. В период блокады в трамвайных парках и на линиях работали около четырёх с половиной тысяч человек. К концу 1943 года (после прорыва блокады) в Ленинграде работало 20 маршрутов.

## 1945—1991

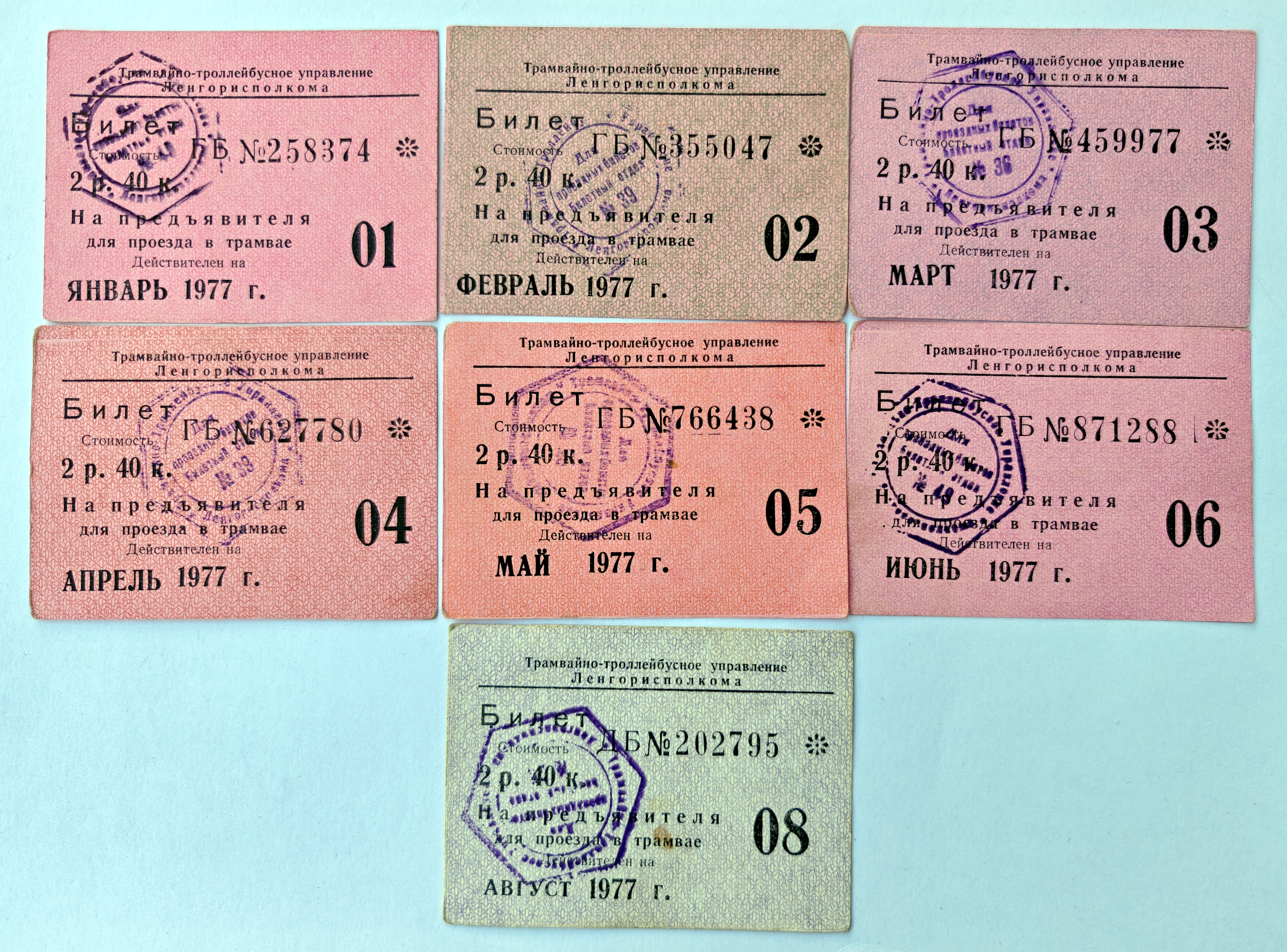
Трамвайные проездные на месяц 1977 года

В послевоенные годы велась оптимизация трамвайной сети: с ряда центральных улиц трамвай был перенесён на второстепенные, а где-то был заменён троллейбусом. Так, в 1947 году трамвай исчез с Большого проспекта П. С., в 1950—1951 — с Невского и Кировского проспектов (для последнего были построены обходные линии по Вяземскому переулку и набережной реки Карповки на севере, и по улице Ленина на юге), улицы Желябова и площади Искусств, в 1953 году — с Большого проспекта В. О. (заменен троллейбусом; обходные линии были построены на набережной Лейтенанта Шмидта и Среднем проспекте). В середине 1950-х были сняты все линии на Песках, шедшие к Смольному, исчезли трамваи с Суворовского проспекта (обходные линии по Греческому проспекту и Новгородской улице), сняты линии с большей части проспекта Майорова, части Московского и Загородного проспектов. В начале 1960-х демонтированы линии на проспекте Стачек (перенесены на новопроложенные параллельные улицы), улице Плеханова (закрыто трамвайное кольцо у Казанского собора), перенесено трамвайное кольцо от Балтийского к Варшавскому вокзалу.
Начиная с 1965 года, из-за бурного роста Ленинграда началось строительство линий в районы новостроек. Первые новые линии появились на Пискарёвке, были продлены линии по Пискарёвскому (от больницы Мечникова до нового кольца в Ручьях) и Тихорецкому проспектам, а между этими проспектами проложили новую линию по проспекту Науки; чуть позже (в 1971 году) была построена линия в Сосновую поляну. Затем линии появились в районах Купчино, Гражданка, Шувалово-Озерки, Ржевка-Пороховые, Весёлый посёлок, на острове Декабристов и на Юго-Западе, в Ждановском районе. Старые линии в это время не закрывались. Почти единственным исключением стала линия на улице Декабристов от Фонарного переулка до Театральной площади, закрытая в 1971 году. К концу 1980-х протяжённость путей составляла более 600 км (абсолютный мировой рекорд того времени).